# Martia campanulata
Martia campanulata là một loài thực vật có hoa trong họ Bứa. Loài này được (Walter) Spreng. mô tả khoa học đầu tiên năm 1826.